# Galerucella vartiani
Galerucella vartiani es una especie de insecto coleóptero de la familia Chrysomelidae.
Fue descrita científicamente en 1966 por Lopatin.